# Максимовка (Волчанский район)
Максимовка (укр.  Максимівка), село, 
Червоноармейский Первый сельский совет,
Волчанский район,
Харьковская область.
Село ликвидировано в 1991 году. По переписи 1947 года в селе проживало 86 (42/44 м/ж) человек.

## Географическое положение
Село Максимовка находится возле урочища Максимовка (сады), рядом с балкой Земляной яр и урочищем Ивановка, в 4-х км от села Шестеровка.

## История
- 1991 - село снято с учета в связи с переселением жителей.[1]